# 東引鄉劉依祥宅
東引鄉劉依祥宅，是位於中華民國連江縣東引鄉東引島南澳村的宅第建築，於2013年3月18日登錄連江縣歷史建築，也是東引鄉目前唯一一棟獲有歷史建築身分的建築。

## 沿革
劉依祥宅始建者為林文湧，早年經商有成，人稱「東引首富」，1935年，林文湧陸續在南澳起造四棟房舍，其中三棟為石砌洋樓，建材大多運自大陸地區，並聘請內地名匠施工。
房屋建成之後林文湧大兒子居住用，後來輾轉分別租給四戶人家。因位於當時最為熱鬧的中路旁，因此很長一段時間都作為賣店使用。1955年，反共救國軍第一總隊進駐東引，部分單位得借住民房，劉依祥宅即被指揮部暫借進駐辦公。
1964年，劉依祥向林文湧大兒子買下此宅，做為「祥記商店」使用，一樓為賣店販賣雜貨，二樓為倉庫。1980年代曾改為撞球館。1990年代起，由於馬祖居民陸續遷臺，該建築閒置，2000年左右則租給來東引構工的士兵居住。2016年，連江縣政府文化處進行劉依祥宅調查研究、2021年啟動修復工程。

## 建築設計
劉依祥宅建築總面積約46.51平方公尺，屋頂原為五脊四坡水瓦作屋頂，正立面為「蕃囝搭」形式，由紅磚與灰磚以英式砌磚疊砌成，其建築整體為方正對稱，窗楣用灰磚邊角交錯疊出圓拱立體裝飾。側立面以花崗石壘砌，牆上置有魚形吐水口。

## 外部連結
- 東引鄉劉依祥宅- 文化部文化資產局 （页面存档备份，存于）